# Kári Leivsson
Kári Leivsson (født Petersen, 22. august 1950 i Tórshavn), kendt som Kári P, er en færøsk psykolog, digter og sanger. Han er uddannet psykolog fra Københavns Universitet. Han startede uddannelsen i 1971 og afsluttede den i 1995. Han arbejdede som psykolog i Arendal og Oslo i Norge 1995–99. Han flyttede tilbage til Tórshavn sommeren 1999, hvor han har arbejdet ved Sernámsdepilin og Landssjúkrahúsið og siden 2006 i privat praksis, Sálarfrøðistovan, som psykolog.
Leivsson udgav to EP'er i starten af 1970'erne sammen med Per Debess, de kaldte sig Debess & Petersen. Flere af sangene, som de to udgav, er blevet en del af den færøske sangskat og synges ofte til fællessang til fester, ved Ólavsøka mm. Nogle år senere har han i eget navn udgivet musikalbumene Vælferðarvísur (1979) og Hinumegin Ringvegin (1991). Begge består af hans egne digte i sangform, og han blev tildelt M.A. Jacobsens Heiðursløn for skønlitteratur for Hinumegin Ringvegin i 1995. Ligesom han fik Mentanarvirðisløn Landsins i 2010. Afdøde Per Debess søn, Uni Debess og Per Debess bror, Edvard Nyholm Debess, har sammen med andre spillet sangene fra Debess og Petersen EP'erne ved en Debess og Petersen aften i Reinsaríið i Tórshavn i 2015.
Leivsson skiftede navn til et patronymikon fra familienavnet Petersen i voksen alder, men har beholdt Kári P som kunstnernavn.

## Diskografi

### Album
- 1978 - Vælferðarvísur. Indeholder bl.a. Kalli Katt,[6] Súrligar nætur í Keypmannahavn[7]
- 1991 - Hinumegin Ringvegin. Indeholder bl.a. Villar Víddir[8]

### Med Debess & Petersen
Debess & Petersen bestod af Per Debess og Kári Petersen (nu Kári Leivsson).
- 1971 - Debess & Petersen, EP, fire sange: Heit var náttin, Bláa húsið, Situr tú seggur og Tit sum í fjøru fóru
- 1973 - Mitt í eini meining, EP, fire sange: Laila, Gullkálvavalsurin, Rædda Maria og Mitt í eini meining[9]

## Priser
- 1995 - Mentanarvirðisløn M. A. Jacobsens
- 2010 - Mentanarvirðisløn Landsins